# Pierre Bernard (éditeur)
Pour les articles homonymes, voir Pierre Bernard et Bernard.
Œuvres principales
Publication des œuvres de Naguib Mahfouz, Prix Nobel de littérature, et traduction du Coran par Jacques Berque

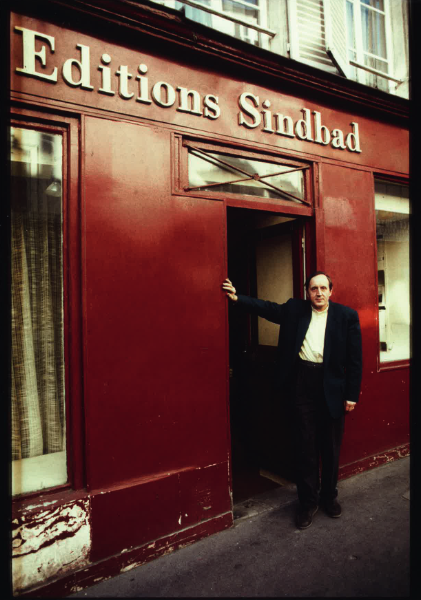
Pierre Bernard devant les éditions Sindbad 1 & 3 rue Feutrier Paris 18e, vers 1980.

Pierre Bernard (1940-1995) était un éditeur français qui se passionnait pour l’Islam et la mystique.

## Biographie
L’œuvre de Pierre Bernard, fondateur de la maison d’édition Sindbad, vouée à la littérature du monde arabe, est aujourd’hui poursuivie par les éditions  Actes Sud.
Né en 1940 dans une famille d’artiste, fils d’un artiste-peintre et d’une pianiste, parent du sculpteur Joseph Bernard (1866-1931) et du peintre Émile Bernard (1868-1941), tous deux aujourd’hui exposés au Musée d'Orsay à Paris, Pierre Bernard suit très jeune une formation de typographe. En 1972, il fonde Sindbad, la première et seule maison d'édition française exclusivement consacrée à la littérature arabo-musulmane. Parmi ses contemporains, son cousin Jean-Louis Bernard écrivain se consacre lui aussi au soufisme, publiant notamment le roman Mehdi l'initiation d'un soufi, aux éditions du Rocher et en poche chez Pocket, dans lequel figure le mystique andalou Ibn al Arabî.

## Algérie et Égypte
Pierre Bernard est appelé en Algérie afin d’effectuer son service militaire alors que le pays est en pleine guerre d'indépendance. Il travaille à Radio-Alger auprès de l’éditeur algérois Edmond Charlot, découvreur d’Albert Camus. Fasciné par la culture arabe, Pierre Bernard s’installe dans la Casbah.
En 1968, il part au Caire où il fait la connaissance de Nasser, des écrivains Tewfiq al-Hakim, Naguib Mahfouz, Taha Hussein…

## Éditeur
En 1970, Pierre Bernard créée une collection dédiée au monde arabe auprès de l'éditeur Jérôme Martineau dans laquelle il publie Passage des miracles de Mahfouz ainsi qu’un livre de l’architecte Hassan Fathy.
Alors que très peu d’auteurs arabes modernes étaient traduits en français, Pierre Bernard décide de fonder sa propre maison, Sindbad, en 1972,,,. Parrainé par les orientalistes Jacques Berque et André Miquel, secondé par Abdelwahab Meddeb et Claudine Rouleau, Pierre Bernard publie de grands classiques : Abu Nuwas, Omar Khayyam, Ibn Arabi, Majnûn, ainsi que des poètes, les Irakiens Sayyâb et Bayâtî, le Syrien Adonis. Il fait traduire Saison de la migration vers le nord du Soudanais Tayeb Salih, l'un des plus grands  auteurs de la littérature mondiale.. Durant ces années 70, il édite le père du roman arabe, Mahfouz, et le maître de la nouvelle, Youssef Idris, jusque-là inconnus en Occident. Dès les années 80, il fait connaître « la génération des années 60 », à qui la littérature a offert un espace de liberté durant les années du nassérisme : Sonallah Ibrahim, Gamal Ghitany... Sindbad se lance aussi dans la traduction du Roman de Baïbars, un feuilleton monumental de plus de dix volumes. Ses livres aux couvertures colorées, d’une typographie stylée, d’un format large, au papier épais sont collectionnés par les bibliophiles. Par sa « Bibliothèque arabe » Pierre Bernard a initié le mouvement : à la suite de Sindbad, d'autres éditeurs vont commencer à s'intéresser à la littérature arabe.

## Naguib Mahfouz, prix Nobel de littérature
En 1988, c’est la consécration pour Bernard que le cheikh Al-Djazaïri avait surnommé « l'imam libre sans mosquée de Barbès » car le prix Nobel de littérature est décerné à Mahfouz, son auteur et ami. En 1990, Bernard crée avec succès le premier Salon euro-arabe du livre.

## Traversée du désert
Depuis les émeutes de 1988, l’Algérie a plongé dans une crise économique et politique. L’un des principaux clients de Sindbad, le ministère algérien de la Culture – qui jusque-là achetait de mille à mille cinq cents exemplaires de chaque ouvrage publié afin de les distribuer dans les écoles et les bibliothèques algériennes – ne peut plus honorer ses commandes. À partir de 1992, Sindbad entre en sommeil. Malgré sa publication remarquée de la traduction « éclairée » du Coran par Jacques Berque, la maison d’édition fait faillite tandis qu’en 1995, Pierre Bernard tombe gravement malade.

## Reprise par Actes Sud
Après le décès de Pierre Bernard, l’éditeur arlésien Actes Sud rachète sa maison Sindbad. Les livres épuisés sont réédités, les collections existantes poursuivies. Depuis 1995, plus d’une centaine de nouveaux titres sont sortis sous l'étiquette Sindbad-Actes Sud. Chacun porte, en forme d'hommage, la mention « Pierre Bernard, fondateur ».
Farouk Mardam-Bey, directeur de Sindbad et responsable de « Mondes arabes » chez Actes Sud poursuit l’édition d'écrivains du monde arabe contemporain dont le chroniqueur politique égyptien Sonallah Ibrahim -depuis Les Années de Zeth, en 1993 ou le Libanais Elias Khoury avec La Porte du soleil qui traite la question palestinienne. La nouvelle génération féminine, dont les Libanaises Hanan Al-Cheikh et Hoda Barakat, sont aussi à l’honneur.
Aujourd’hui, même si d’autres maisons d’édition ont suivi le mouvement, Actes Sud, dont le directeur éditorial est Bertrand Py, reste le principal éditeur et traducteur des ouvrages de littérature arabe publiés en France. Parent de Pierre Bernard, l'écrivain Jean-Louis Bernard, auteur d'ouvrages sur l'ésotérisme et le soufisme, œuvre à préserver la mémoire de ce grand éditeur et découvreur de talents.